# Tajšet
Tajšet (anche traslitterata come Tajshet o Tayshet) è una città della Siberia sudorientale (Oblast' di Irkutsk), situata a breve distanza dalle sponde del fiume Birjusa, 680 km a nord-ovest del capoluogo Irkutsk; è il capoluogo amministrativo del distretto omonimo. È il più importante nodo ferroviario della Siberia, con un grande scalo merci e traffico di treni merci a quasi metà della ferrovia Transiberiana.
Venne fondata nel 1897 con lo stesso nome attuale; si sviluppò rapidamente come centro amministrativo e commerciale per la regione circostante, favorito dalla posizione lungo la ferrovia Transiberiana, nel punto in cui ha inizio anche la Ferrovia Bajkal-Amur. Ottenne lo status di città nel 1938.
| 1939   | 1959   | 1970   | 1979   | 1989   | 1992   | 2002   | 2007   | 2020   |
| ------ | ------ | ------ | ------ | ------ | ------ | ------ | ------ | ------ |
| 11 700 | 33 500 | 34 200 | 38 200 | 42 400 | 43 000 | 38 535 | 37 000 | 32 671 |